# Elisabeth Schwarz (Redakteurin)
Elisabeth Schwarz (* 31. Dezember 1925 in Trier; † 29. Juli 2011) war eine deutsche Fernsehredakteurin, die sich vor allem mit der Entwicklung von Kinder- und Jugendformaten im frühen deutschen Fernsehen seit den 1950er Jahren beschäftigte.

## Leben
Elisabeth Schwarz wurde 1925 in Trier geboren und wuchs als Einzelkind auf. Ihre Eltern engagierten sich im Widerstand gegen die NS-Diktatur und wurden durch das Regime verfolgt. Schwarz legte in Kassel das Abitur ab. Danach studierte sie in Mainz Theaterwissenschaft, Französisch und Germanistik. In ihrer Doktorarbeit beschäftigte sie sich mit schauspielerischen Gebärden im schlesischen Hochbarock.
1955 ging Elisabeth Schwarz zur noch jungen Fernsehabteilung des SDR, die seit 1954 erste Sendungen zum Programm des „Deutschen Fernsehen“ (heute: „Das Erste“) beisteuerte. Zunächst arbeitete sie in der aktuellen Redaktion, wechselte dann aber in das Nachmittagsprogramm, um schließlich die Leitung des Familienprogramms zu übernehmen.

## Gestaltung des Familienprogramms beim SDR
Elisabeth Schwarz war von 1955 bis 1985 die erste Leiterin des Fernseh-Familienprogramms. Der weitgefasste Ressortbegriff ermöglichte ihr, eine breite Palette an Fernsehproduktionen umzusetzen, wie Live-Shows, Fernsehspiele und Unterhaltungsserien, Dokumentationen, Trickfilme oder Puppenspielinszenierungen.
Als Redakteurin in einem noch neuen Medium in den 1950er und 1960er Jahren bewies Schwarz ein Händchen dafür, diverse Darsteller, Medienschaffende und Experten für ihre Formate zu gewinnen.
Schwarz holte Menschen ganz unterschiedlichen Hintergrunds und Formats vor die Kamera. So entwickelte sie zum Beispiel mit dem Marionettenspieler Albrecht Roser die Sendung „Telemekel“. Mit dem Erzähler Otfried Preußler brachte sie Geschichten wie „Krabat“, „Die starke Wanja“ oder „Die kleine Hexe“ ins Fernsehen. In der Reihe „Gefährlich leben“ vollführte der aus Kinofilmen bekannte Artist Arnim Dahl halsbrecherische Stunts vor der Kamera. 
Daneben standen zum Beispiel der Meeresforscher und Taucher Hans Hass, der Rennfahrer Richard von Frankenberg, der Bergsteiger Reinhold Messner oder der Sozialpsychologe Tobias Brocher vor der Kamera.
Zu den mit Schwarz arbeitenden Regisseuren gehörten Hark Bohm, Michael Verhoeven, Theo Mezger oder Dieter Schlotterbeck. Es entstanden Filme wie „Nordsee ist Mordsee“, „Kai aus der Kiste“, „Besuch im Karzer“, „Krempoli – Ein Platz für wilde Kinder“ oder „Tränen im Kakao“.
Schwarz engagierte sich zudem früh dafür, junge Menschen mit Musik in Kontakt zu bringen. Hierfür gewann sie zum Beispiel die Jazzer und Liedermacher Wolfgang Dauner, Eberhard Weber, Wolf Biermann, Franz Josef Degenhardt, Hannes Wader, Hanns Dieter Hüsch und das United Jazz + Rock Ensemble, die Fernsehprogramme mitgestalteten.
In den 1970er Jahren entwickelte Schwarz die Kindernachrichten „Durchblick“ und prägte damit ein neues Format, das es in der Form zuvor im Deutschen Fernsehen noch nicht gegeben hatte.
Schwarz war bis in die 1980er Jahre die erste und einzige Frau in einer Führungsposition im SDR-Fernsehen.
Sie ging 1985 in den Ruhestand. Schwarz gründete keine eigene Familie und lebte im Alter weiterhin in Stuttgart.